# Det europæiske audiovisuelle informationskontor
Det europæiske audiovisuelle informationskontor er grundlagt i 1992 og er en del af Europarådet, der har sit hovedkvarter
i Strasbourg.
Informationskontoret indsamler og formidler information om film, fjernsyn, video/DVD og politik vedrørende disse.

## Produkter

### Publikationer
- L'annuaire[1] – om film, fjernsyn og video i Europa
- FOCUS – tendenser på det internationale filmmarked.
- Tematiske rapporter

### Databaser
- LUMIERE – en database med information om, hvor mange billetter film distribueret i Europa har solgt.
- KORDA – en database over hjælpemidler, der står til rådighed for filmindustrien i Europa.
- MAVISE – en database over firmaer og tv-stationer i Den Europæiske Union og kandidatlandene.